# Arky Vaughan
Joseph Floyd Vaughan (Clifty, Arkansas, 9 de marzo de 1912-Eagleville, California, 30 de agosto de 1952), más conocido como Arky Vaughan, fue un jugador profesional estadounidense de béisbol que se desempeñó en la posición de campocorto en las Grandes Ligas de Béisbol (MLB). Es miembro del Salón de la Fama del Béisbol.

## Carrera
Vaughan jugó como profesional diez temporadas en Pittsburgh Pirates (1932-1941), después pasó a Brooklyn Dodgers, donde jugó cuatro temporadas (1942-1943, 1947-1948), y fue el equipo en el que se retiró.

## Reconocimiento
En 1985, ingresó como miembro al Salón de la Fama del Béisbol.